# Morens
Morens é uma comuna da Suíça, localizada no Cantão de Friburgo, com 149 habitantes, de acordo com o censo de 2010 . Estende-se por uma área de 2,6 km², de densidade populacional de 58 hab/km². Confina com as seguintes comunas: Bussy, Montbrelloz, Payerne (VD) e Rueyres-les-Prés.
A língua oficial nesta comuna é o francês.

## Idiomas
De acordo com o censo de 2000, a maioria da população fala francês (89,4%), sendo o alemão a segunda língua mais comum, com 8,1%, e o português a terceira, com 1,6%.